# Fundación Vocación Humana
La Fundación Vocación Humana es una organización argentina sin ánimo de lucro con sede en Buenos Aires fundada en 2006 que, a través de sus diversas actividades, intenta rescatar el aporte teórico y práctico de las tradiciones de Oriente y Occidente al descubrimiento y desarrollo de la vocación humana.

## Fundación y desarrollo
El concepto de un centro de estudio e investigación sobre “vocación humana” fue creado y desarrollado desde el año 2000 por el doctor Bernardo Nante asistido por un grupo de colaboradores. En agosto de 2006 quedó legalmente constituida en la ciudad de Buenos Aires.